# Жаткина, Анастасия Юрьевна
Анастасия Юрьевна Жаткина (род. 15 апреля 1995 года) — российская пловчиха в ластах.

## Карьера
Воспитанница красноярской СДЮСШОР «Спутник», тренеры: Попов П. А., Игорь Толстопятов, Лисовик А. Н.
Двукратная чемпионка Европы 2014 года.